# Ida Kropff-Federath

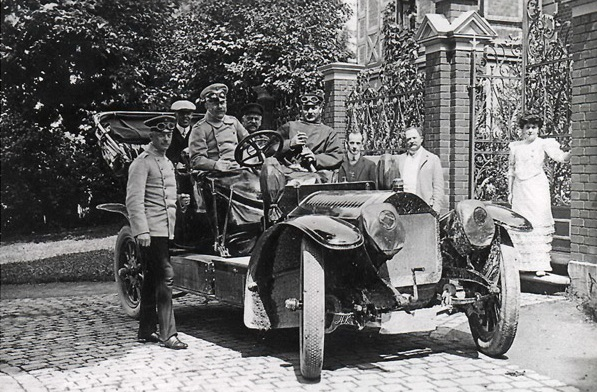
Ida Kropff-Federath steht auf der Treppe ihrer Villa (um 1900), unmittelbar links von ihr der Dichter Julius Stinde.

Ida Kropff-Federath, Geburtsname Ida Brüning (* 10. Juni 1839 in Brakel; † 1. Juni 1918 in Olsberg), war letzte Alleininhaberin der Olsberger Hütte.

## Leben
Sie entstammte der Familie Brüning und war eine Verwandte des späteren Reichskanzlers Heinrich Brüning. Sie heiratete 1863 den Besitzer der Olsberger Hütte Caspar Engelbert Friedrich Kropff. Aus der Ehe ging ein Sohn hervor, der aber bereits kurz nach der Geburt starb. Nach dem Tod ihres Mannes im Jahr 1888 wurde sie Alleininhaberin des Werkes sowie der Altenbekener Eisenwerke und beträchtlichen Wald- und Grundbesitzes. Um eine Aufteilung des Besitzes zu vermeiden, fand sie mögliche erbberechtigte Verwandte ab. Bis zu ihrem Tod führte sie das Unternehmen.
Sie heiratete im Jahr 1891 den Landrat des Kreises Brilon Hans Carl Federath. Dieser hatte vor der Ehe einen Erbverzicht auf die Hütte zu leisten. Durch diese Verbindung gewann Ida Kropff-Federath Kontakte zu führenden Persönlichkeiten der Gesellschaft. Zusammen mit ihrem Mann war sie wiederholt bei Otto von Bismarck zu Gast. In Olsberg waren unter anderem Prinz Max von Baden oder der Dichter Julius Stinde zu Gast.
Für den Neubau der St.-Nikolaus-Kirche stellte sie das Baugrundstück zur Verfügung und engagierte sich sozial. Sie reiste viel und besuchte unter anderem Ägypten. Die Ehe mit ihrem zweiten Mann blieb kinderlos.
Nach dem Tod ihres zweiten Mannes im Jahr 1914 brachte sie dessen Vermögen in eine für die Zeit nach ihrem Tod geplante Stiftung ein. Diese sollte Waisenkinder aufnehmen und ausbilden. Außerdem sollten in Not geratene Betriebsangehörige und ihre Familie in Krankheitsfällen unterstützt werden. In Altenbeken sollte eine Krankenstation eingerichtet werden, hungrige Menschen sollten im Logierhaus gespeist und Studenten der Theologie unterstützt werden.
Nach ihrem Tod wurde die Kropff-Federath'sche Stiftung gegründet. Diese besteht noch heute und betreibt ein Kinderheim. Auch die Hütte ging zeitweise in die Stiftung über und wurde vom Bistum Paderborn bis 1920 verwaltet, ehe die Hütte von Verwandten Idas aus den Familien Everken, Hövener und Brüning übernommen und in eine GmbH umgewandelt wurde.